# Кел Сандерсон
Кел Норман Сандерсон (англ. Cael Norman Sanderson; нар. 20 червня 1979, Прово, штат Юта) — американський борець вільного стилю, срібний призер чемпіонату світу, бронзовий призер Панамериканських ігор, срібний призер Кубку світу, чемпіон Олімпійських ігор.

## Біографія
Народився у місті Прово, штат Юта, що розташоване за 35 км на південь від столиці штату Солт-Лейк-Сіті.
Був бронзовим призером чемпіонату світу 1994 року серед кадетів. Чемпіон світу серед студентів 2000 року.
Виступав за борцівські клуби «Леви Ніттані» (англ. «Nittany Lions») університету штату Пенсильванія і «Sunkist Kids» зі Скоттсдейла — передмістя Фінікса. Тренувався під керівництвом брата Коді Сендерсона і Кейсі Каннігема.
У 2003 році став віце-чемпіоном світу, поступившись у фіналі представнику Росії Сажиду Сажидову.
Наступного року, на літніх Олімпійських іграх 2004 року в Афінах Сандерсон досяг найбільшого успіху у своїй кар'єрі, ставши олімпійським чемпіоном. У вирішальному поєдинку подолав борця з Південної Кореї Мун Ий Дже з рахунком 3-1.
Після закінчення кар'єри борця перейшов на тренерську роботу. Почав свою тренерську кар'єру в штаті Айова, а потім став головним тренером борцівського клубу «Леви Ніттані» університету штату Пенсильванія. Виховав 10 національних чемпіонів США. П'ять разів приводив «Левів Ніттані» до чемпіонського титулу NCAA (укр. Національна асоціація студентського спорту). Неодноразово визнавався тренером року за версіями різних видань і спортивних організацій.
Занесений до спортивної зали слави штату Юта.

## Виступи на Олімпіадах
| Змагання                    | Збірна | Вагова категорія | Місце  |
| --------------------------- | ------ | ---------------- | ------ |
| Літні Олімпійські ігри 2004 | США    | 84 кг            | Золото |

## Виступи на Чемпіонатах світу
| Змагання                        | Збірна | Вагова категорія | Місце  |
| ------------------------------- | ------ | ---------------- | ------ |
| Чемпіонат світу з боротьби 2003 | США    | 84 кг            | Срібло |
| Чемпіонат світу з боротьби 2011 | США    | 84 кг            | 5      |

## Виступи на Панамериканських іграх
| Змагання                  | Збірна | Вагова категорія | Місце  |
| ------------------------- | ------ | ---------------- | ------ |
| Панамериканські ігри 2003 | США    | 84 кг            | Бронза |

## Виступи на Кубках світу
| Змагання                    | Збірна | Вагова категорія | Місце  |
| --------------------------- | ------ | ---------------- | ------ |
| Кубок світу з боротьби 2003 | США    | 84 кг            | Срібло |

## Виступи на інших змаганнях
| Змагання                             | Збірна | Вагова категорія | Місце  |
| ------------------------------------ | ------ | ---------------- | ------ |
| Чемпіонат світу серед студентів 2000 | США    | 85 кг            | Золото |
| Manitoba Open 2003                   | США    | 84 кг            | Золото |
| Manitoba Open 2004                   | США    | 84 кг            | Золото |
| Меморіал Іона Корнеану 2011          | США    | 84 кг            | Золото |